# Herbartswind
Herbartswind und Bockstadt bilden den gemeinsamen Ortsteil Bockstadt-Herbartswind der Stadt Eisfeld im Landkreis Hildburghausen in Thüringen.

## Lage
Herbartswind liegt südöstlich von Eisfeld in einer Werraniederung. Über die Kreisstraße 530 ist der Ort an die Bundesstraße 89 und Bundesautobahn 73 angebunden. Die Gemarkung des Dorfes grenzt teilweise an Bayern.

## Geschichte
1466 wurde das Dorf erstmals urkundlich erwähnt. Der Ort ist jedoch wesentlich älter als seine Ersterwähnung. Ab 1528 bis 1945 gehörte er zum Sprengel der evangelisch-lutherischen Kirche in Rottenbach im Coburger Land. Dorthin gingen auch die Kinder zur Schule.
Im Jahr 2012 wohnten 130 Personen in Herbartswind. Das Dorf im ehemaligen Grenzgebiet der DDR bot 2012 Grenzwanderungen an.
Herbartswind gehörte vor der Eingliederung nach Eisfeld am 31. Dezember 2013 seit dem 1. April 1974 zur Gemeinde Bockstadt. Es beging im Jahr 2016 seine 550-Jahr-Feier.